# Sylvia Richardson
Pour les articles homonymes, voir Richardson.
Sylvia Therese Richardson (née en 1950) est une statisticienne franco-britannique, spécialiste de statistique bayésienne. Elle est professeure à l'université de Cambridge et directrice de l'unité de biostatistique du Conseil de la recherche médicale (MRC) depuis 2012.

## Formation et carrière
Sylvia Richardson obtient son doctorat en 1989 à l'université Paris-XI, avec une thèse intitulée « Processus spatialement dépendants: convergence vers la normalité, tests d'association et applications », sous la direction de Jean Bretagnolle et un doctorat en théorie des probabilités obtenu à l'université de Nottingham. Elle enseigne à l'université de Warwick de 1977 à 1979, et est maître de conférences à l'université Paris-Descartes de 1981 à 1987. Elle est assistante de recherches à l'INSERM en 1979-1981, puis chargée de recherches en 1987-1992 et directrice de recherches de 1992 à 2000. Elle est professeure titulaire et dirige l'unité de biostatistique dans le département d'épidémiologie et de biostatistique de l'Imperial College de Londres de 2000 à 2012.
Elle est professeure de biostatistique à l'université de Cambridge, membre du Emmanuel College, et directrice de l'unité de biostatistique du Conseil de la recherche médicale (MRC) depuis 2012.

## Travaux
Elle est co-éditrice du volume Markov Chain Monte Carlo in Practice avec Wally Gilks et David Spiegelhalter (en). 
Richardson a apporté des contributions importantes à la méthodologie statistique bayésienne et à l'application de la méthode de Monte-Carlo par chaînes de Markov. Son expertise est en statistique spatiale avec des applications en épidémiologie géographique et en biostatistique avec des applications en modélisation biochimique, en particulier la modélisation de données d'expression génétique. 

## Prix et distinctions
Sylvia Richardson reçoit en 2009 la médaille Guy en argent de la Royal Statistical Society. Elle est membre de l'Institut de statistique mathématique, de la Société internationale d'analyse bayésienne (ISBA) et de l'Académie des sciences médicales (en) (FMedSci). Elle est présidente de la Société internationale d'analyse bayésienne en 2005.
Elle est docteure honoris causa de l'université d'Oslo (2017) et est nommée commandeur de l'ordre de l'Empire britannique sur la liste 2019 de l'anniversaire de la reine, pour ses services en statistiques médicales.